# Moisés salvado de las aguas (O. Gentileschi)
Moisés salvado de las aguas es una composición pictórica de principios de la década de 1630 del pintor italiano Orazio Gentileschi. Existen dos versiones: la primera está en la National Gallery de Londres (Reino Unido) y la segunda está en el Museo del Prado de Madrid (España).

## Versión de Londres
Es un óleo sobre lienzo que mide 257 x 301 cm.
Esta obra fue un encargo de Carlos I de Inglaterra para su esposa Enriqueta María de Francia celebrar el nacimiento de su hijo y heredero Carlos II de Inglaterra. Fue pintado para la Casa de la Reina en Greenwich, y una vez terminado, se colgó en el Gran Salón, frente a la versión de 1628 de Lot y sus hijas. Después de la ejecución de Carlos, fue devuelto a su viuda en Francia en 1660. Cuando ingresó en la Colección Orleans, medio siglo después, se atribuyó la autoría a Diego Velázquez. Luego ingresó en la colección del Castillo de Howard, y solo se clasificó correctamente después de que se conoció que existía una segunda versión de Gentileschi en el Prado.
Esta versión fue comprada por un coleccionista privado en 1995 y se entregó en préstamo a largo plazo a la National Gallery en 2002. Después de casi 20 años, la National Gallery la compró por 22 millones de libras en diciembre de 2019.

## Versión de Madrid

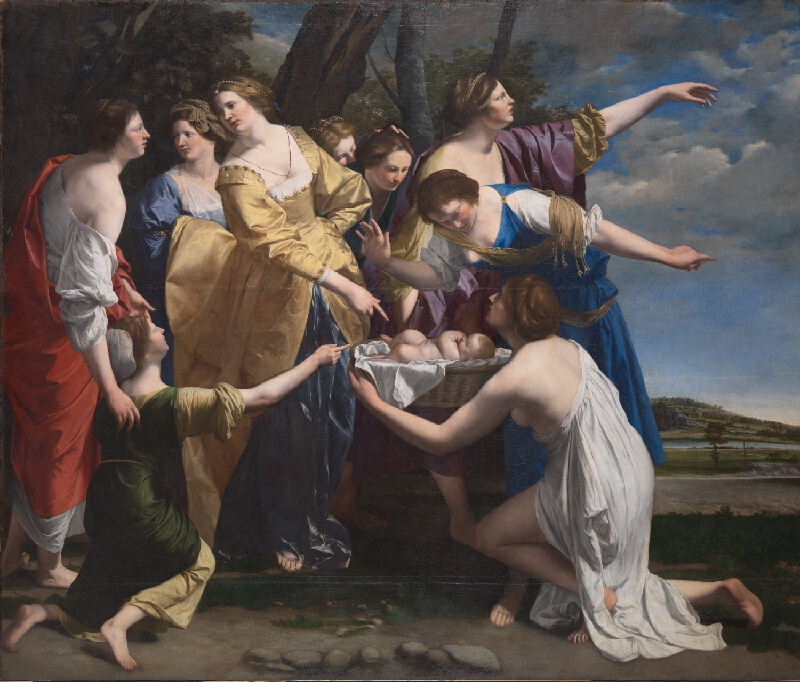
Moisés salvado de las aguas (1630), versión de la National Gallery de Londres

La versión del Museo del Prado de Madrid fue pintada en 1633. Se cree que es una repetición autógrafa con variantes de su versión anterior de Londres. Es un óleo sobre lienzo que mide 242 x 281 cm. Es una versión un poco más pequeña que la de Inglaterra, pero de ejecución más cuidada, donde la desnudez de las figuras se reduce y se da más énfasis a los ropajes y joyas.
Gentileschi realizó esta obra para Felipe IV de España y se la envió como regalo en el verano de 1633. Fue entregada personalmente por el hijo del artista, Francesco. Satisfecho con la imagen, Felipe autorizó el pago de 900 ducados al artista. En octubre de ese año Arthur Hopton, embajador de Inglaterra en España, escribió que el cuadro había sido colgado en el Salón Nuevo del Real Alcázar de Madrid.